# 1934-es Giro d’Italia
Az 1934-es Giro d’Italia volt a 22. olasz kerékpáros körverseny. Május 19-én kezdődött és június 10-én ért véget. Végső győztes az olasz Learco Guerra lett.

## Végeredmény
|    | Versenyző           | Idő            |
| -- | ------------------- | -------------- |
| 1  | Learco Guerra       | 121 óra 17' 17 |
| 2  | Francesco Camusso   | + 51           |
| 3  | Giovanni Cazzulani  | + 4' 59        |
| 4  | Giuseppe Olmo       | +5' 39         |
| 5  | Giovanni Gotti      | + 8' 01        |
| 6  | Remo Bertoni        | + 15' 30       |
| 7  | Domenico Piemontesi | + 15' 30       |
| 8  | Adriano Vignoli     | + 24' 46       |
| 9  | Luigi Giacobbe      | + 25' 58       |
| 10 | Luigi Barral        | + 33' 18       |